# AMD Turbo Core
AMD Turbo Core, també conegut com a AMD Core Performance Boost (CPB), és una tecnologia d'escala de freqüència dinàmica implementada per AMD que permet al processador ajustar i controlar de forma dinàmica la freqüència de funcionament del processador en determinades versions dels seus processadors, cosa que permet augmentar el rendiment quan sigui necessari mantenint una potència més baixa. i paràmetres tèrmics durant el funcionament normal. La tecnologia AMD Turbo Core s'ha implementat començant amb els microprocessadors Phenom II X6 basats en la microarquitectura AMD K10. AMD Turbo Core està disponible amb algunes unitats de processament accelerat AMD A-Series.

AMD Turbo Core és similar a Intel Turbo Boost, que és una altra tecnologia d'ajust dinàmic de freqüència del processador que s'utilitza per augmentar el rendiment, així com AMD PowerNow! , que s'utilitza per ajustar dinàmicament les freqüències de funcionament del processador de l'ordinador portàtil per tal de reduir el consum d'energia (estalviar la vida de la bateria), reduir la calor i reduir el soroll. AMD PowerNow! s'utilitza per disminuir la freqüència del processador, mentre que AMD Turbo Core s'utilitza per augmentar la freqüència del processador.

## Rerefons
Per decidir la velocitat de rellotge d'un processador, el processador es fa una prova d'esforç per determinar la velocitat màxima a la qual pot funcionar el processador abans que s'assoleixi la quantitat màxima de potència permesa, que s'anomena potència de disseny tèrmic o TDP. S'ha informat que els clients es queixarien que els processadors rarament consumien el TDP nominal, el que significava que la majoria dels consumidors no s'acosten a l'energia consumida durant les proves d'estrès màxim. Per solucionar aquest problema s'utilitza un paràmetre anomenat potència mitjana de la CPU (ACP). ACP defineix la potència mitjana que s'espera que es consumirà amb un ús habitual, mentre que TDP dona la potència màxima consumida. L'energia consumida és un factor important a l'hora de considerar els límits tèrmics i determinar la dissipació de potència de la CPU.
AMD Turbo Core i tecnologies similars d'ajust de freqüència del processador dinàmic aprofiten que la potència mitjana consumida és inferior als límits màxims de disseny, permetent augmentar la freqüència (i la potència i la calor que l'acompanyen) durant períodes curts de temps sense superar els límits de disseny.

## Característiques
Els avantatges d'AMD Turbo Core inclouen:
- Fins a 900 MHz de velocitat de rellotge addicional disponible amb tots els nuclis actius, el que significa que tots els nuclis poden augmentar al mateix temps.
- Potencialment, hi ha estats d'impuls encara més elevats amb la meitat dels nuclis actius, ja que menys nuclis actius requereixen menys energia i generen menys calor.
- Es regeix per consum d'energia, no per temperatura, de manera que el mateix augment de rendiment està disponible en entorns més càlids, de manera que la freqüència màxima depèn de la càrrega de treball.

Amb els processadors Ryzen, AMD ha introduït funcions addicionals d'overclocking automàtic:
- Precision Boost intenta executar el processador a la freqüència més alta permesa en qualsevol moment, limitada per la refrigeració i l'alimentació. Canvia la freqüència en increments de 25MHz.
- El rang de freqüència estès desbloqueja els rangs d'augment predeterminats per als sistemes amb millor refrigeració.